# Fórmula 2
Fórmula 2 es un tipo de automóvil de carreras creado en 1948 por la Federación Internacional del Automóvil para reemplazar a las voiturettes como la segunda categoría de monoplazas del mundo, por debajo de Fórmula 1. Se organizaron campeonatos europeos, británicos, japoneses, mexicanos, australianos, entre otros, de Fórmula 2.

## Historia

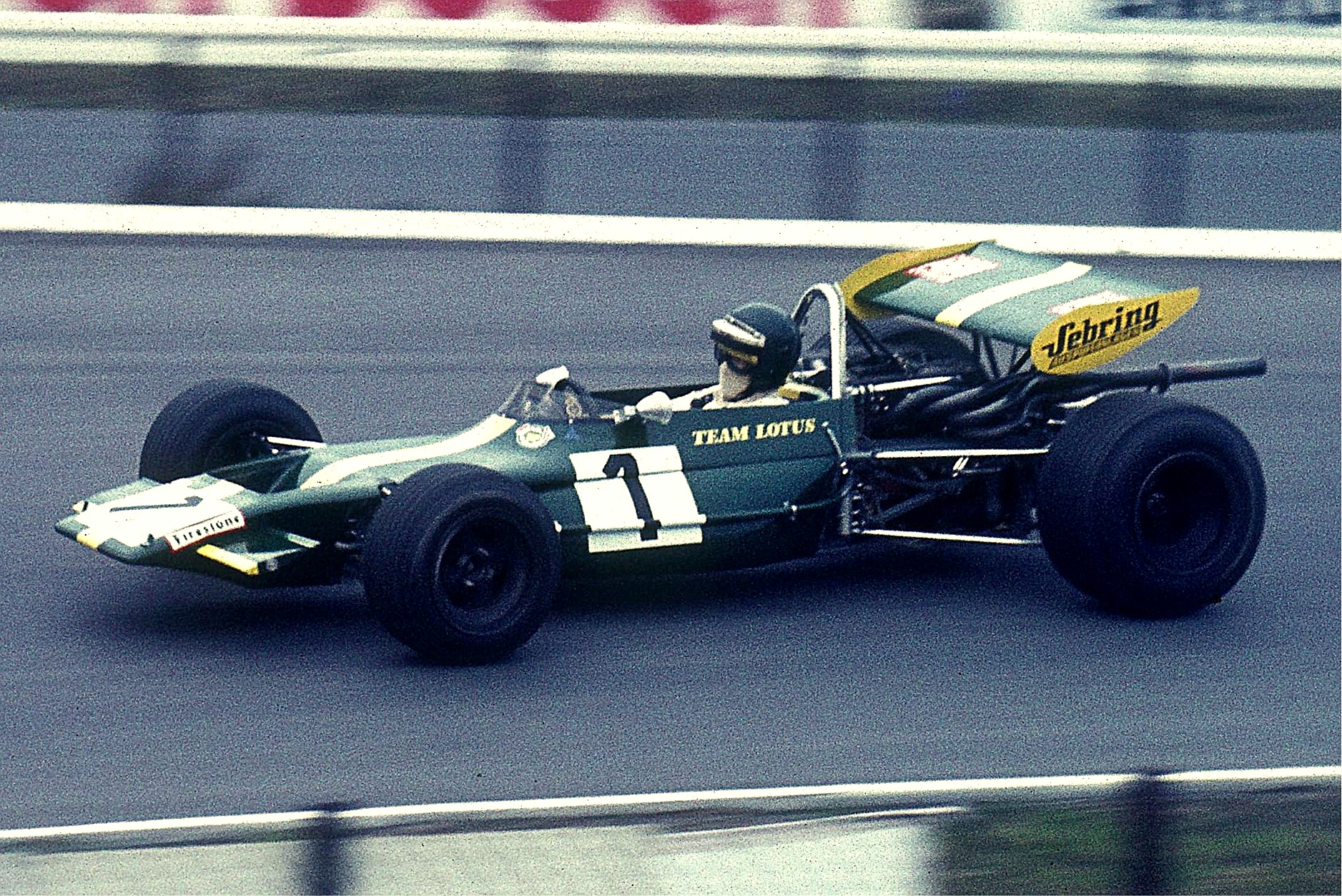
Jochen Rindt pilotando un Lotus de Fórmula 2 Europea en 1970.

En sus inicios, el reglamento original de la Fórmula 2 permitía motores atmosféricos de hasta 2,0 litros de cilindrada o sobrealimentados de hasta 750 cm³, aunque la segunda opción se utilizó poco. Estos automóviles eran mucho más económicos de construir y mantener que los Fórmula 1. Esto llevó a que se usaran principalmente bólidos de F2 en las temporadas 1952 y 1953 de la F1.
Los F1 y F2 pasaron a tener una cilindrada limitada a 2.5 y 1.5 litros en 1954 y 1957 respectivamente. Durante esta era, la Fórmula 2 fue dominada por los Cooper de motor trasero, en general equipados con un motor Coventry Climax de cuatro cilindros.
En 1959 se creó la Fórmula Junior, un intento de unificar la Fórmula 2 y la Fórmula 3. El experimento no funcionó debido a la gran cantidad de participantes, y además el aumentos de costos provocó quejas de los pilotos amateurs. Las dos categorías originales retornaron en 1964, ambas con motores de hasta 1.0 litro de cilindrada, con la salvedad de que en la F3 apenas se permitían modificaciones con respecto al motor de serie. Los motores más usados durante esta época fueron Ford-Cosworth y Honda.
Dada la diferencia de prestaciones entre la F1 y la F2 a fines de la década de 1960, en esta última se aumentó la cilindrada de los motores a 1.6 litros para la temporada 1967, a la vez que se prohibieron los motores que no fueran de producción. Durante los cinco años siguientes, Brabham y Lotus enfrentaron sus automóviles en la categoría. El motor Cosworth FVA se mostró como el más exitoso en estos años.
Para 1972, se permitió el uso de motores de producción de hasta 2.0 litros de cilindrada. El Cosworth BD y BMW dominaron los primeros años, con el segundo pasando a dominar la categoría al poco tiempo. Luego se permitió el uso de motores diseñados exclusivamente para competición, por lo cual entraron más fabricantes, entre ellos Renault, Hart, Ferrari y Honda. A su vez, March, Ralt, Martini y Maurer se sumaron a la guerra de los chasis.

## Campeonatos más importantes

### Europeo de Fórmula Dos (1967-1984)
La FIA lanzó el Campeonato Europeo de F2 en 1967, para atraer tanto a las estrellas de Fórmula 1 como a los mejores talentos que aspiraban a alcanzar la máxima categoría.  Para ello, se estableció que los pilotos más experimentados no pudieran puntuar para el campeonato. A mediados de la década de 1970, la cantidad de pilotos de Fórmula 1 fue bajando hasta desaparecer.
A principios de la década de 1980, la Fórmula 1 vivió la revolución de los motores turboalimentados, por lo que el enorme parque de motores Cosworth DFV (V8 atmosféricos de 3.0 litros de cilindrada) perdió competitividad. La FIA decidió incorporarlos a los Fórmula 2 para la temporada 1985, y renombrar la categoría a Fórmula 3000.

### Campeonato de Fórmula Dos de la FIA (2009-2012)

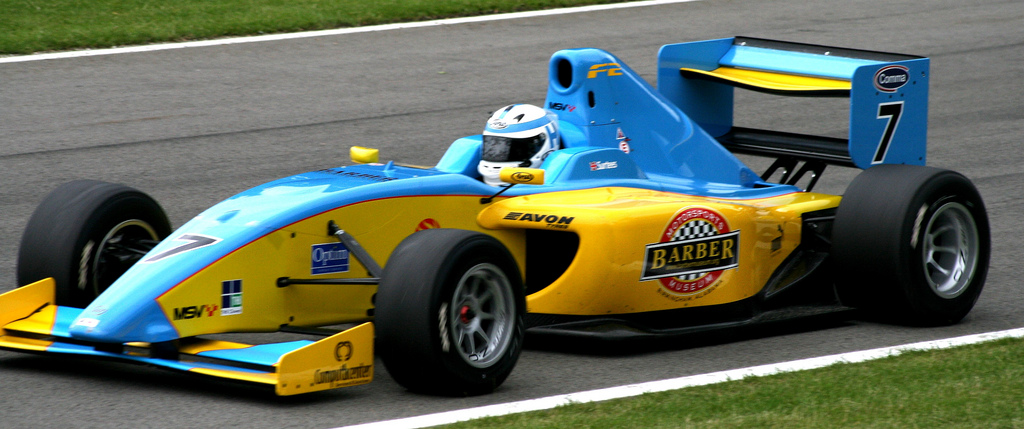
Henry Surtees, piloto fallecido en Brands Hatch en 2009.

En junio de 2008, la FIA anunció el retorno para 2009 de la Fórmula 2 con unos costes mucho más bajos que los de otras monomarcas de monoplazas tales como la GP2 Series. El chasis fue fabricado por Williams, en tanto que el motor fue un 1.8 litros turboalimentado provisto por Audi que suministró una potencia máxima de 400 CV, semejante a la de un World Series by Renault. El premio para el ganador, aparte del económico, es un test con el equipo Williams.
En su primera temporada, cinco fechas sirvieron como telonera de la Copa Mundial de Turismos, dos de International GT Open, y la fecha de Donington Park fue exclusiva para la Fórmula 2. Las siguientes tres temporadas, compartió sus fechas con la Copa Mundial de Turismos. Dada la escasa producción de pilotos profesionales, la temporada 2012 fue la última de esta categoría.
Campeones
| Año  | Piloto           |
| ---- | ---------------- |
| 2009 | Andy Soucek      |
| 2010 | Dean Stoneman    |
| 2011 | Mirko Bortolotti |
| 2012 | Luciano Bacheta  |

### Campeonato de Fórmula 2 de la FIA (2017-)
A partir de 2017 de FIA dejaría de organizar la GP2 Series (que se disputaba desde 2005), para crear el campeonato Campeonato de Fórmula 2 de la FIA.